# Équipe d'Autriche de football à la Coupe du monde 1934
L'équipe d'Autriche de football participe à sa première Coupe du monde de football lors de l'édition 1934 qui se tient dans le royaume d'Italie du 27 mai 1934 au 10 juin 1934.
Portée par l'enthousiasme et le succès de la précédente édition de 1930, trente-deux équipes sont inscrites. Un tour préliminaire inédit est organisé et les seize qualifiés, dont l'Autriche, jouent la phase finale.
L'équipe d'Autriche possède un statut d'équipe reconnue pour son football au même titre que l'équipe hongroise ou italienne. La nation dispute quatre matchs en tout. Elle va jusqu'en demi-finale où elle perd contre le pays hôte puis se classe quatrième à la suite de sa défaite contre l'Allemagne lors du match pour la troisième place.

## Phase qualificative
L'Autriche et la Hongrie se retrouvent dans le groupe 4 avec la Bulgarie. Les deux nations, considérées comme deux des équipes européennes parmi les plus fortes à cette époque, se qualifient en éliminant l'équipe bulgare et obtiennent leur ticket sans s'affronter directement. Les matchs Bulgarie-Autriche, Autriche-Hongrie et Hongrie-Autriche ne sont pas disputés car la Bulgarie est éliminée après les trois premières rencontres.
| Rang | Équipe   | Pts | J | G | N | P | Bp | Bc | Diff |  | Résultats (▼ dom., ► ext.) |     |     |     |
| ---- | -------- | --- | - | - | - | - | -- | -- | ---- |  | -------------------------- | --- | --- | --- |
| 1    | Hongrie  | 4   | 2 | 2 | 0 | 0 | 8  | 2  | +6   |  | Hongrie                    |     | N/D | 4-1 |
| 2    | Autriche | 2   | 1 | 1 | 0 | 0 | 6  | 1  | +5   |  | Autriche                   | N/D |     | 6-1 |
| 3    | Bulgarie | 0   | 3 | 0 | 0 | 3 | 3  | 14 | -11  |  | Bulgarie                   | 1-4 | N/D |     |

## Phase finale

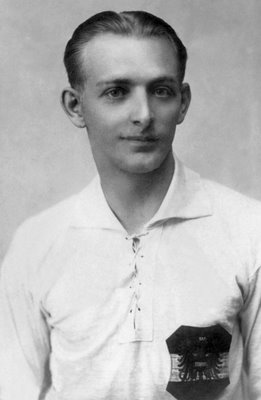
Matthias Sindelar.

Le pays possède le statut de favori avec l'équipe d'Italie. Le jeu de l'Autriche est considéré comme alliant finesse et technicité supérieures à la moyenne. L'équipe possède en son sein des joueurs reconnus comme Josef Smistik ou Anton Schall. La vedette est Matthias Sindelar, surnommé le « Mozart du football » et considéré comme le meilleur attaquant du monde avec le brésilien Leônidas.
L'Autriche est désignée tête de série et est opposée à l'équipe de France en huitièmes de finale le 27 mai 1934 au Stade Benito Mussolini de Turin. L'équipe concède l'ouverture du score puis égalise. Le score est de 1-1 à la fin du temps règlementaire et une prolongation est jouée. Les Autrichiens mènent par 3-1 grâce à deux buts d'Anton Schall et Josef Bican, la France réduisant le score sur penalty. L'Autriche se qualifie.
L’Autriche et la Hongrie se rencontrent en quart de finale où le onze titulaire contre la France est reconduit. L'équipe d'Autriche mène par deux buts à zéro et se qualifie dans le temps réglementaire malgré une réduction sur penalty de l'écart à 2-1 par la Hongrie.
Les Autrichiens affrontent l'Italie en demi-finale le 3 juin 1934 au stade San Siro de Milan devant 35 000 spectateurs. Avant match, les commentaires évoquent une finale avant l'heure. La partie se joue sur une pelouse détrempée après de fortes précipitations et voit le pays hôte s'imposer par un but à zéro et se qualifier pour la finale. L'attaque autrichienne se procure de nombreuses occasions mais bute tout au long du match sur la défense regroupée italienne.
L'équipe autrichienne affronte l'Allemagne, éliminée par la Tchécoslovaquie, en match pour la troisième place. Les Allemands ouvrent le score à la quatrième minute de jeu et restent devant au tableau d'affichage tout au long de la partie. Le score final est de trois buts à deux.

## Bilan
L'équipe autrichienne dispute quatre rencontres. Le bilan autrichien se solde par deux victoires et deux défaites, sept buts inscrits pour sept encaissés. L'Autriche marque à chaque fois, sauf en demi-finale, et concède également au moins un but à chacun de ses matchs.
L'Autriche se classe quatrième.

## Effectif
Le sélectionneur autrichien durant la Coupe du monde est Hugo Meisl. Il commande un groupe de vingt-deux joueurs qui se compose de trois gardiens de but, quatre défenseurs, quatre milieux de terrain et onze attaquants.  Il est également le plus vieux sélectionneur de la compétition avec un âge de 52 ans.
| Nom                | Nom               | Club                 | Date de naissance | J.              | Buts            |                 |                 |                 |
| Gardiens de but    | Gardiens de but   | Gardiens de but      | Gardiens de but   | Gardiens de but | Gardiens de but | Gardiens de but | Gardiens de but | Gardiens de but |
| ------------------ | ----------------- | -------------------- | ----------------- | --------------- | --------------- | --------------- | --------------- | --------------- |
|                    | Friederich Franzl | Wiener Sport-Club    | 6 mars 1905       | 0               | 0               | -               | -               | -               |
|                    | Peter Platzer     | SK Admira Vienne     | 29 mai 1910       | 4               | 0               | -               | -               | -               |
|                    | Rudolf Raftl      | Rapid Vienne         | 7 février 1911    | 0               | 0               | -               | -               | -               |
| Défenseurs         |                   |                      |                   |                 |                 |                 |                 |                 |
|                    | Franz Cisar       | Wiener AC            | 28 novembre 1908  | 4               | 0               | -               | -               | -               |
|                    | Anton Janda       | SK Admira Vienne     | 1er mai 1904      | 0               | 0               | -               | -               | -               |
|                    | Willibald Schmaus | First Vienna FC 1894 | 16 juin 1911      | 0               | 0               | -               | -               | -               |
|                    | Karl Sesta        | Wiener AC            | 18 mars 1906      | 4               | 1               | -               | -               | -               |
| Milieux de terrain |                   |                      |                   |                 |                 |                 |                 |                 |
|                    | Leopold Hofmann   | First Vienna FC 1894 | 31 octobre 1905   | 0               | 0               | -               | -               | -               |
|                    | Josef Smistik     | Rapid Vienne         | 28 novembre 1905  | 4               | 0               | -               | -               | -               |
|                    | Johann Urbanek    | SK Admira Vienne     | 10 octobre 1910   | 4               | 0               | -               | -               | -               |
|                    | Franz Wagner      | Rapid Vienne         | 23 septembre 1911 | 4               | 0               | -               | -               | -               |
| Attaquants         |                   |                      |                   |                 |                 |                 |                 |                 |
|                    | Josef Bican       | Rapid Vienne         | 25 septembre 1913 | 4               | 1               | -               | -               | -               |
|                    | Georg Braun       | Wiener AC            | 22 février 1907   | 1               | 0               | -               | -               | -               |
|                    | Josef Hassmann    | FC Vienne            | 21 mai 1910       | 0               | 0               | -               | -               | -               |
|                    | Johann Horvath    | FC Vienne            | 20 mai 1903       | 2               | 2               | -               | -               | -               |
|                    | Matthias Kaburek  | Rapid Vienne         | 9 février 1911    | 0               | 0               | -               | -               | -               |
|                    | Anton Schall      | SK Admira Vienne     | 22 juin 1907      | 2               | 1               | -               | -               | -               |
|                    | Matthias Sindelar | Austria Vienne       | 10 février 1903   | 3               | 1               | -               | -               | -               |
|                    | Josef Stroh       | Austria Vienne       | 5 mars 1913       | 0               | 0               | -               | -               | -               |
|                    | Rudolf Viertl     | Austria Vienne       | 12 novembre 1902  | 4               | 0               | -               | -               | -               |
|                    | Hans Walzhofer    | SC Wacker Vienne     | 23 mars 1906      | 0               | 0               | -               | -               | -               |
|                    | Karl Zischek      | SC Wacker Vienne     | 28 août 1910      | 4               | 1               | -               | -               | -               |
| Sélectionneur      |                   |                      |                   |                 |                 |                 |                 |                 |
|                    | Hugo Meisl        |                      |                   |                 |                 |                 |                 |                 |

## Navigation